# Ручни миксер
Ручни миксер је кухињски уређај за мијешање хране.
Састоји се од тијела миксера и двије лопатице (мијешалице). Лагани мотор који се налази у тијелу миксера покреће лопатице које се налазе зароњене у храни која се мијеша. Лопатице се обрћу око своје осе и на тај начин мијешају храну до уједначења. Најчешће се мијешају течности, тијесто те прашкасте и пастозне смјесе.
Данашњи миксери имају и до пет брзина и различите врсте лопатица, а заједно с њима долазе и посебне посуде.

## Историја
Претеча данашњег миксер је справа за разбијање и мијешање јаја. Прву такву справу са ротирајућим дијеловима која се покретала ручно је патентирао Ралф Колијер из Мериленда 1856. У наредним годинама појавили су се нови патенти за исту справу.
Први миксер са електричним мотором се приписује Руфусу Истмену који га је патентирао 1885. године. Први произвођач миксера је била компанија Хобарт. Први миксери нису били кориштени за кућне потребе, већ у фабрикама за прераду намирница. Иновацијама које су направљене након 1910. миксери су се почели користити и у обичним кухињама, а у ширу употребу су ушли након 1920.
Већ 1950. стекли су велику популарност и постали скоро неизоставан дио кухињског прибора.
Први миксер са додатком посуде је направио Херберт Џонсон 1908. године инспирисан потребама пекара из фабрике Хобарт, у којој је радио као инжењер. 1919. године је и тај уређај прерађен за кућну употребу.